# Marktiegelschanze
Marktiegelschanze – skocznia narciarska w niemieckiej miejscowości Lauscha zbudowana w 1911 roku. Skocznia stanowi część kompleksu, w skład którego oprócz niej wchodzą również obiekty K47 (Schwabenschanze), K27, K15 i K10.
Jej obecny punkt konstrukcyjny jest usytuowany na 92. metrze, zaś HS wynosi 102 metry. Skocznia wyposażona jest w igelit, zaś jej rekordzistą jest Mario Seidl, a rekord wynosi 109 metrów. Obecnie na skoczni rozgrywane są konkursy z cyklu FIS Cup.
W maju 2018 skocznia otrzymała imię Reinharda Heßa. 

## Dane skoczni
- Punkt konstrukcyjny: 92 m
- Wielkość skoczni (HS): 102 m
- Długość rozbiegu: 75,6 m
- Nachylenie progu: 10,5°
- Wysokość progu: 2,3 m
- Nachylenie zeskoku: 36,5°

## Rekordziści skoczni
Pierwszym rekordzistą skoczni był Otto Müller-Spatz, który w 1911 roku uzyskał 21 metrów. 
| Lp. | Rok  | Zawodnik            | Odległość |
| --- | ---- | ------------------- | --------- |
| 1.  | 1911 | Otto Müller-Spatz   | 21,0 m    |
| 2.  | 1924 | Karl Frank          | 40,0 m    |
| 3.  | 1931 | Erich Recknagel     | 61,0 m    |
| 4.  | 1951 | Freddy Jürgen       | 62,0 m    |
| 5.  | 1965 | Helmut Recknagel    | 84,0 m    |
| 6.  | 1965 | Dieter Neundorf     | 87,5 m    |
| 7.  | 1970 | Christian Kiehl     | 90,5 m    |
| 8.  | 1973 | Manfred Wolf        | 92,0 m    |
| 9.  | 1976 | Jochen Danneberg    | 93,0 m    |
| 10. | 1976 | Harald Duscheck     | 96,0 m    |
| 11. | 1982 | Axel Zitzmann       | 98,0 m    |
| 12. | 1984 | Manfred Deckert     | 103,0 m   |
| 13. | 1987 | Raimund Litschko    | 104,0 m   |
| 14. | 1993 | Hiroya Saitō        | 104,5 m   |
| 15. | 2001 | Tami Kiuru          | 105,0 m   |
| 16. | 2001 | Bjørn Einar Romøren | 105,5 m   |
| 17. | 2002 | Maximilian Mechler  | 107,5 m   |
| 18. | 2005 | Andreas Wank        | 108,0 m   |
| 19. | 2010 | Marinus Kraus       | 108,0 m   |
| 20. | 2010 | Mario Seidl         | 109,0 m   |